# Zarzekowice
Zarzekowice – część Sandomierza, położona w południowej części miasta, na prawym brzegu Wisły, do 1938 roku oddzielna wieś. Rozpościera się wzdłuż ulicy o nazwie Zarzekowice.

## Historia
Zarzekowice to dawna wieś i gmina jednostkowa w powiecie tarnobrzeskim, za II RP w woј. lwowskim. W 1934 w nowo utworzonej zbiorowej gminie Trześń, gdzie utworzyły gromadę.
7 listopada 1938 Zarzekowice włączono do Sandomierza w powiecie sandomierskim w woj. kieleckim.